# 10275 Nathankaib
10275 Nathankaib este o planetă minoră (asteroid), cu un diametru de 6,733 km, din centura de asteroizi. A fost descoperită pe 1 martie 1981 la Observatorul Siding Spring de Schelte J. Bus. 
Obiectul prezintă o orbită caracterizată de o semiaxă mare de 2,3649122 UAi, o excentricitate de 0,21, o înclinație de 3,66439 ° în raport cu ecliptica.